# Generał Armii Ukrainy
Generał Armii Ukrainy (ukr. Генерал армії України) – historyczny, najwyższy, marszałkowski stopień Sił Zbrojnych Ukrainy obowiązujący w latach 1991–2020, występujący również w systemie rang Służby Bezpieczeństwa Ukrainy i Państwowej Służby Granicznej Ukrainy.
22 kwietnia 1993 roku uchwałą Rady Najwyższej Ukrainy wprowadzono również odpowiednik Generała Armii Ukrainy dla organów powiązanych z resortem spraw wewnętrznych, stopień Generała Służby Wewnętrznej Ukrainy (ukr. Генерал внутрішньої служби України).
Wbrew nazwie, nie jest to stopień generalski, ani tożsamy z generałem armii, a jego polskim odpowiednikiem jest marszałek Polski. W systemie kodów stopni NATO odpowiadał OF-10, czyli właśnie rzędowi marszałkowskiemu.
W 2019 roku na Ukrainie uchwalono reformę stopni wojskowych, która weszła w życie w roku 2020. Zakładała ona zniesienie stopnia Generała Armii Ukrainy oraz zastąpienie drugiego najwyższego, generała pułkownika generałem, który stał się nowym najwyższym stopniem ukraińskim. Oficerowie posiadający zniesione stopnie zachowali je, przykładowo określany mianem ostatniego generała pułkownika Ołeksandr Syrski posługiwał się nim jeszcze w 2024 roku.
Nie posiadał ekwiwalentu marynarskiego.

## Lista noszących stopień

### Generał Armii Ukrainy
| Nazwisko              | Zdjęcie | Rok nadania |
| --------------------- | ------- | ----------- |
| Witalij Radecki       |         | 1993        |
| Wałerij Hubenko       |         | 1994        |
| Jewhen Marczuk        |         | 1994        |
| Ołeksandr Kuźmuk      |         | 1998        |
| Łeonid Derkacz        |         | 2000        |
| Wołodymyr Radczenko   |         | 2001        |
| Wołodymyr Szkidczenko |         | 2001        |
| Ihor Driżczany        |         | 2006        |
| Serhij Kiriczenko     |         | 2007        |
| Mykoła Łytwyn         |         | 2008        |
| Ołeksandr Kichtenko   |         | 2008        |
| Mykoła Małomuż        |         | 2008        |
| Iwan Swyda            |         | 2010        |
| Wałerij Choroszkowski |         | 2011        |
| Wiktor Mużenko        |         | 2015        |
| Stepan Połtorak       |         | 2015        |
| Wasyl Hrycak          |         | 2016        |
| Wiktor Nazarenko      |         | 2017        |
| Petro Cyhykal         |         | 2019        |

### Generał Służby Wewnętrznej Ukrainy
| Nazwisko             | Zdjęcie | Rok nadania |
| -------------------- | ------- | ----------- |
| Andrij Wasylyszyn    |         | 1993        |
| Wasyl Durdyneć       |         | 1997        |
| Jurij Krawczenko     |         | 1998        |
| Iwan Hładusz         |         | 2010        |
| Witalij Zacharczenko |         | 2011        |